# Heinrich Breiden
Heinrich „Heinz“ Ludwig Breiden (* 9. April 1893 in Ratingen; † 18. September 1950 in Berlin) war ein deutscher Flötist und Kammermusiker.

## Leben
Heinrich Breiden wurde als drittes Kind des Maschinisten Hermann Breiden (1859–1947) und Maria geb. Keulertz (1865–1952) in Ratingen geboren.
Beim Musikkorps des kath. Jünglingsvereins wurde er im Flötenspiel unterrichtet. 1912 bis 1914 während seiner Militärdienstpflicht war er Mitglied der Kapelle des Infanterie-Regiments Nr. 181 in Mörchingen in Lothringen. 
Während des Ersten Weltkrieges war Breiden in Straßburg stationiert, wo er bis Frühjahr 1919 am Städtischen Konservatorium beim Flötenvirtuosen Professor Otto Birbigt studierte.
Zum 1. September 1919 erhielt Breiden eine erste Anstellung als Flötist im Opern- und Konzertorchester am Stadttheater Freiburg im Breisgau. 
1921 erfolgte die Berufung als Flötist an das Berliner Philharmonische Orchester, dem er bis zu seinem Tode 1950 angehörte.
Am 20. April 1937 wurde Heinrich Breiden der Titel Kammermusiker verliehen.
Er stand 1944 als Mitglied des Berliner Philharmonischen Orchesters in der Gottbegnadeten-Liste des Reichsministeriums für Volksaufklärung und Propaganda. 
Von Mitte 1944 bis Oktober 1945 lebte Breiden bei seinen Eltern in Ratingen und kehrte hiernach in seine Wohnung in Berlin-Steglitz zurück. 
Heinrich Breiden verstarb nach längerer Krebserkrankung am 18. September 1950 in Berlin-Schmargendorf.
1920 heiratete Breiden Else geb. Zink (geb. 1889). Das Ehepaar Breiden hatte einen Sohn Wolfgang.

## Werk/Wirken
Heinrich Breiden bereiste mit dem Berliner Philharmonischen Orchester ganz Deutschland und das Ausland.
Er trat wiederholt im Rundfunk als Soloflötist auf.
1939 trat er bei den Wagner-Festspielen in Bayreuth auf.
Das „Breiden-Kammertrio“, bestehend aus Heinrich Breiden, Siegfried Borries und Hans Ahlgrimm traten im Rahmen einer Konzertreise nach Rom im Februar 1941 vor Papsts Pius XII. in dessen Arbeitszimmer auf.
Heinrich Breiden unterrichtete ab 1942 Christoph von Dohnányi im Flötenspiel.
Während seiner jährlichen Sommerurlaube in seiner Heimatstadt Ratingen gab Breiden öffentliche Konzert und gestaltete Gottesdienste musikalisch.